# 정성현 (1996년)
정성현(1996년 3월 25일 ~ )는 대한민국의 축구 선수로, 포지션은 공격수이다.